# ۱۱۳۳ (خورشیدی)
۱۱۳۳ هزار و صد و سی و سومین سال هجری خورشیدی است.